# Georgios Kostikos
Georgios Kostikos (grec: Γιώργος Κωστίκος; 26 d'abril de 1958) és un exfutbolista grec de la dècada de 1980.
Fou 35 cops internacional amb la selecció grega.
Pel que fa a clubs, defensà els colors de Pierikos, PAOK F.C., Olympiakos FC i Diagoras F.C..

## Palmarès
PAOK
- Lliga grega de futbol
  - 1984-85

Olympiakos
- Lliga grega de futbol
  - 1986-87